# André Luguet
André Luguet (15 de mayo de 1892 - 24 de mayo de 1979) fue un actor, director y guionista de nacionalidad francesa.
Nacido en Fontenay-sous-Bois, Francia, su nombre completo era André Maurice Jean Allioux-Luguet.
Fallecido en Cannes, Francia, en 1979, fue enterrado en Cagnes-sur-Mer.

## Filmografía

### Cine mudo
| - 1909 : La Fille du contrebandier, de Georges Le Faure - 1911 : L'Âme du violon, de Léonce Perret - 1911 : On ne joue pas avec le coeur, de Léonce Perret - 1911 : La Fille du Margrave, de Léonce Perret - 1911 : Comment on les garde, de Léonce Perret - 1911 : Comment on les prend, de Léonce Perret - 1911 : Irma et le cor - 1911 : Les Béquilles, de Léonce Perret - 1911 : Les Blouses blanches, de Léonce Perret - 1911 : La Demoiselle du notaire, de Louis Feuillade - 1912 : La Chrysalide - 1912 : La Faute de Madame Pinchard - 1912 : Sérénade méritée - 1912 : Stratagème - 1912 : Les Surprises de l'amour - 1912 : Le Délire de la belle maman - 1912 : La Gloire et la douleur de Ludwig van Beethoven, de Georges-André Lacroix - 1912 : La Perle égarée, de Henri Fescourt - 1912 : La Conversion d'Irma, de Louis Feuillade - 1912 : Androclès, de Louis Feuillade - 1912 : L'Espalier de la marquise, de Léonce Perret - 1912 : Les Cloches de Pâques, de Louis Feuillade - 1912 : Jeune fille moderne, de Louis Feuillade - 1912 : La Leçon d'amour, de Louis Feuillade - 1912 : Marquisette et troubadour, de Léonce Perret - 1912 : Nanine, femme d'artiste, de Léonce Perret | - 1912 : Notre premier amour, de Léonce Perret - 1912 : Le Mariage de Zanetto, de Léonce Perret - 1913 : Bagnes d'enfants, de Émile Chautard - 1913 : Le Ménestrel de la reine Anne, de Louis Feuillade - 1913 : La Robe blanche, de Louis Feuillade - 1913 : Le Mort qui tue, de Louis Feuillade - 1913 : À l'ombre de la guillotine, de Louis Feuillade - 1913 : Juve contre Fantômas, de Louis Feuillade - 1913 : Le Coup de foudre - 1913 : Léonce à la campagne, de Léonce Perret - 1913 : Léonce et Toto, de Léonce Perret - 1914 : Peine d'amour, de Henri Fescourt - 1914 : Manon de Montmartre, de Louis Feuillade - 1914 : Le Faux Magistrat, de Louis Feuillade - 1914 : Fantômas contre Fantômas, de Louis Feuillade - 1915 : France d'abord, de Henri Pouctal - 1917 : Les Vieilles Femmes de l'hospice, de Jacques Feyder - 1920 : Les Cinq Gentlemen maudits, de Luitz-Morat - 1921 : Le Talion, de Charles Maudru - 1921 : L'Empereur des pauvres de René Leprince - 1922 : L'Écran brisé, de René d'Auchy - 1923 : Soirée mondaine, de Pierre Colombier - 1926 : Pour régner, de André Luguet - 1927 : La Revue des revues, de Alex Nalpas y Joe Francis - 1929 : La Voix de sa maîtresse, de Roger Goupillières |

### Años 1930 a 1939
| - 1930 : Le Spectre vert, de Jacques Feyder - 1930 : Si l'empereur savait ça, de Jacques Feyder - 1930 : Le Père célibataire, de Arthur Robison - 1930 : Monsieur le Fox, de André Luguet y Hal Roach - 1931 : Buster se marie, de Edward Brophy y Claude Autant-Lara - 1931 : Cœur de lilas, de Anatole Litvak - 1931 : Quand on est belle, de Arthur Robison - 1931 : L'Amour à l'américaine, de Claude Heymann - 1931 : The Mad Genius, de Michael Curtiz - 1931 : Gloria, de Yvan Noé y Hans Behrendt - 1932 : Le Bluffeur, de André Luguet y Henry Blanke (también adaptación y diálogo) - 1932 : Jewel Robbery, de William Dieterle - 1932 : The Man who played God, de John G. Adolfi - 1932 : Jenny Lind, de Arthur Robison - 1932 : Love is a racket, de William A. Wellman - 1932 : La Poule, de René Guissart - 1932 : Une faible femme, de Max de Vaucorbeil - 1933 : Matricule 33, de Karl Anton | - 1933 : Una mujer y dos vidas, de Léonce Perret - 1934 : Le Monde où l'on s'ennuie, de Jean de Marguenat - 1934 : Le Rosaire, de Gaston Ravel y Tony Lekain - 1934 : Jeanne, de Victor Tourjansky - 1935 : Bourrachon, de René Guissart - 1935 : Samson, de Maurice Tourneur - 1936 : Les Amants terribles, de Marc Allégret - 1936 : À nous deux, madame la vie, de Yves Mirande y René Guissart - 1937 : L'Escadrille de la chance, de Max de Vaucorbeil - 1937 : La Dame de pique, de Fedor Ozep - 1937 : Êtes-vous jalouse ?, de Henri Chomette - 1937 : Alexis, gentleman chauffeur, de Max de Vaucorbeil (también guion y diálogos) - 1938 : La Vie des artistes, de Bernard-Roland - 1938 : L'Avion de minuit, de Dimitri Kirsanoff - 1939 : Tempête, de Bernard Deschamps - 1939 : Battement de cœur, de Henri Decoin - 1939 : Jeunes filles en détresse, de Georg Wilhelm Pabst |

### Años 1940 a 1949
| - 1940 : Le Collier de chanvre, de Léon Mathot - 1941 : Boléro de Jean Boyer - 1941 : Le Mariage de Chiffon, de Claude Autant-Lara - 1941 : Le Dernier des six, de Georges Lacombe - 1942 : Mademoiselle Béatrice, de Max de Vaucorbeil - 1942 : L'Inévitable Monsieur Dubois, de Pierre Billon - 1942 : Signé illisible, de Christian Chamborant - 1942 : L'Honorable Catherine, de Marcel L'Herbier - 1942 : La Femme que j'ai le plus aimée, de Robert Vernay - 1943 : L'Homme qui vendit son âme, de Jean-Paul Paulin - 1943 : Arlette et l'amour, de Robert Vernay | - 1944 : Mademoiselle X, de Pierre Billon - 1944 : Farandole, de André Zwobada - 1944 : Florence est folle, de Georges Lacombe - 1945 : Au petit bonheur, de Marcel L'Herbier - 1946 : Six heures à perdre, de Alex Joffé - 1947 : Une jeune fille savait, de Maurice Lehmann - 1947 : L'aventure commence demain, de Richard Pottier - 1948 : Bonheur en location, de Jean Wall - 1948 : Tous les deux, de Louis Cuny - 1949 : La Patronne, de Robert Dhéry |

### Años 1950 a 1959
| - 1951 : Monte Carlo Baby, de Jean Boyer - 1953 : Le Père de Mademoiselle, de Marcel L'Herbier y Robert-Paul Dagan - 1953 : Les Amoureux de Marianne, de Jean Stelli - 1954 : Madame du Barry, de Christian-Jaque - 1954 : Le due orfanelle, de Giacomo Gentilomo - 1955 : Les Carnets du major Thompson, de Preston Sturges - 1956 : Lorsque l'enfant paraît, de Michel Boisrond - 1956 : C'est arrivé à Aden, de Michel Boisrond | - 1957 : Mimi Pinson, de Robert Darène - 1957 : Méfiez-vous fillettes, de Yves Allégret - 1957 : Une Parisienne, de Michel Boisrond - 1958 : Faibles femmes, de Michel Boisrond - 1958 : Sacrée jeunesse, de André Berthomieu - 1958 : The roots of heaven, John Huston - 1959 : Suspense au deuxième bureau, de Christian de Saint Maurice |

### Años 1960 a 1969
| - 1960 : Comment qu'elle est, de Bernard Borderie - 1960 : Callaghan remet ça, de Willy Rozier - 1961 : Paris Blues, de Martin Ritt - 1962 : Love is a ball, de David Swift - 1963 : Une ravissante idiote, de Édouard Molinaro - 1964 : Un monsieur de compagnie, de Philippe de Broca - 1964 : Comment épouser un premier ministre, de Michel Boisrond | - 1964 : L'Enfer, de Henri-Georges Clouzot - 1965 : La Seconde Vérité, de Christian-Jaque - 1965 : Pleins Feux sur Stanislas, de Jean-Charles Dudrumet - 1968 : La Prisonnière, de Henri-Georges Clouzot - 1969 : La Maison de campagne, de Jean Girault |

### Televisión
- 1967 : Le Jeu de l'amour et du hasard, de Pierre de Marivaux, dirección de Marcel Bluwal
- 1967 : Au théâtre ce soir : Una cigüeña bromista, de André Roussin, escenografía del autor, dirección de Pierre Sabbagh, Teatro Marigny
- 1968 : Cinq jours d'automne, de Pierre Badel
- 1970 : Le Lys dans la vallée, de Marcel Cravenne
- 1970 : Ne vous fâchez pas Imogène, de Lazare Iglesis
- 1971 : Au théâtre ce soir : La Collection Dressen, de Harry Kurnitz, adaptación de Marc-Gilbert Sauvajon, escenografía de Jacques-Henry Duval, dirección de Pierre Sabbagh, Teatro Marigny
- 1972 : Les Rois maudits, serie de Claude Barma

## Teatro

### Antes de laComédie-Française
- 1919 : Souris d'hôtel, de Marcel Gerbidon, Teatro Femina
- 1920 : Une faible femme, de Jacques Deval, Teatro Femina
- 1921 : La Tendresse, de Henry Bataille, Teatro du Vaudeville
- 1922 : La Belle Angevine, de Maurice Donnay y André Rivoire, Théâtre des Variétés
- 1922 : L'Homme du soir, de Rip, Teatro des Capucines
- 1922 : Simone est comme ça, de Yves Mirande y Alexis Madis, Teatro des Capucines
- 1923 : Les Vignes du seigneur, de Robert de Flers y Francis de Croisset, Théâtre du Gymnase Marie-Bell
- 1923 : Madame, opereta de Albert Willemetz, música de Henri Christiné, Teatro Daunou
- 1924 : Si je voulais..., de Paul Géraldy y Robert Spitzer, Théâtre du Gymnase Marie-Bell

### Carrera en laComédie-Française
- Entrada en la Comédie-Française en 1925
- Miembro desde 1927 a 1932
- Miembro 373

- 1925 : La Nuit des amants, de Maurice Rostand, Comédie-Française
- 1925 : Robert et Marianne, de Paul Géraldy, Comédie-Française
- 1926 : Le Cœur partagé, de Lucien Besnard, Comédie-Française
- 1928 : Le Métier d'amant, de Edmond Sée, Comédie-Française

### Tras laComédie-Française
- 1929 : L'Ennemie, de André-Paul Antoine, escenografía de René Rocher, Teatro Antoine
- 1932 : Trois et une, de Denys Amiel, escenografía de Jacques Baumer, Teatro Saint-Georges
- 1934 : L'École des contribuables, de Louis Verneuil y Georges Berr, Teatro Marigny
- 1934 : Les Amants terribles, de Noël Coward, escenografía de Jean Wall, Teatro Michel
- 1935 : Quand jouons-nous la comédie ?, de Sacha Guitry, Teatro de París, con Suzy Prim
- 1936 : Trois...Six...Neuf..., de Michel Duran, escenografía de Jean Wall, Teatro Michel
- 1936 : Le Pélican ou Une étrange famille, de Francis de Croisset a partir de Somerset Maugham, Teatro des Ambassadeurs
- 1939 : Entre nous, revista de Rip, Teatro des Nouveautés
- 1939 : Histoire de rire, de Armand Salacrou, Teatro de la Madeleine
- 1941 : Échec à Don Juan, de Claude-André Puget, escenografía de Alice Cocea, Teatro des Ambassadeurs
- 1945 : La Patronne, de André Luguet, Teatro des Nouveautés
- 1947 : La Patronne, de André Luguet, Teatro des Célestins
- 1948 : Las manos sucias, de Jean-Paul Sartre, escenografía de Pierre Valde, Teatro Antoine
- 1949 : Las manos sucias, de Jean-Paul Sartre, escenografía de Pierre Valde, Teatro des Célestins
- 1950 : Les Œufs de l'autruche, de André Roussin, escenografía de Pierre Fresnay, Teatro des Célestins
- 1950 : La mariée est trop belle, de Michel Duran, escenografía de Michel Duran, Teatro Saint-Georges
- 1951 : La Seconde, de Colette, escenografía de Jean Wall, Teatro de la Madeleine
- 1951 : Una cigüeña bromista, de André Roussin, escenografía de Louis Ducreux, Teatro de l’île de France y Teatro des Nouveautés
- 1954 : L'homme qui était venu pour diner, de George Kaufman y Moss. Hart, escenografía de Fernand Ledoux, Teatro Antoine
- 1954 : La Main passe, de Georges Feydeau, escenografía de Jean Meyer, Teatro Antoine
- 1955 : Affaire vous concernant, de Jean-Pierre Conty, escenografía de Pierre Valde, Teatro des Célestins
- 1956 : Le Miroir, de Armand Salacrou, escenografía de Henri Rollan, Teatro des Ambassadeurs
- 1957 : L'École des cocottes, de Paul Armont y Marcel Gerbidon, escenografía de Jacques Charon, Teatro des Célestins
- 1959 : Mon père avait raison, de Sacha Guitry, escenografía de André Roussin, Teatro de la Madeleine
- 1959 : La Collection Dressen, de Harry Kurnitz, adaptación de Marc-Gilbert Sauvajon, escenografía de Jean Wall, Teatro de la Madeleine
- 1960 : Mon père avait raison, de Sacha Guitry, escenografía de André Roussin, Teatro des Célestins
- 1961 : La Saint-Honoré, de Robert Nahmias, escenografía de Guy Lauzin, Teatro des Nouveautés
- 1962 : Mic-mac, de Jean Meyer, escenografía del autor, Teatro du Palais-Royal, Teatro Daunou
- 1964 : Comment réussir dans les affaires sans vraiment se fatiguer, de Frank Loesser y Abe Burrows, escenografía de Pierre Mondy, Teatro de París
- 1965 : Una cigüeña bromista, de André Roussin, escenografía del autor, Teatro des Célestins
- 1967 : Una cigüeña bromista, de André Roussin, escenografía del autor, Teatro Saint-Georges
- 1970 : On ne sait jamais, de André Roussin, escenografía del autor, Teatro des Célestins